# NTV Moldova
NTV Moldova (în rusă НТВ Молдова) a fost un post privat de televiziune din Republica Moldova, de format generalist. Aparținea companiei Exclusiv Media și retransmitea postul NTV din Rusia.
A emis în DVB-T2, rețele de cablu, IPTV.
Licența de emisie a postului a fost suspendată la 16 decembrie 2022, iar la 16 octombrie 2023 Exclusiv Media a renunțarea la difuzarea canalului.